# Suus Verdaasdonk
Suus Verdaasdonk (Eibergen, 15 maart 2006) is een voetbalspeelster uit Nederland. Ze speelt als middenvelder voor FC Twente in de Vrouwen Eredivisie.

## Carrière
In haar jeugdjaren kwam Verdaasdonk uit voor FC Eibergen in haar geboortedorp. Al op jonge leeftijd stapte ze over naar de jeugdacademie van FC Twente.
Verdaasdonk tekende op 21 april 2023 samen met teamgenote Eva Oude Elberink haar eerste profcontract voor FC Twente Vrouwen. Haar debuut voor FC Twente maakte Verdaasdonk op 2 september 2023 in de wedstrijd om de Super Cup waarin Ajax met 5-2 werd verslagen. In de eerstvolgende Eredivisie wedstrijd op 16 september 2023 tegen Telstar maakte Verdaasdonk ook haar debuut voor FC Twente in de Eredivisie en scoorde ze ook gelijk haar eerste doelpunt.
Op 2 mei 2024 tekende Verdaasdonk een nieuw contract voor FC Twente, waardoor ze tot medio 2026 aan de club uit Enschede verbonden blijft. In april 2025 liep ze een knieblessure op, waardoor Verdaasdonk voor een lange tijd buitenspel zal staan.

## Statistieken
| Seizoen | Club      | Competitie | Competitie | Competitie | Beker | Beker | Champions League | Champions League | Overig | Overig | Totaal | Totaal |
| Seizoen | Club      | Competitie | Wed.       | Dlp.       | Wed.  | Dlp.  | Wed.             | Dlp.             | Wed.   | Dlp.   | Wed.   | Dlp.   |
| ------- | --------- | ---------- | ---------- | ---------- | ----- | ----- | ---------------- | ---------------- | ------ | ------ | ------ | ------ |
| 2023/24 | FC Twente | Eredivisie | 7          | 2          | 0     | 0     | 0                | 0                | 1      | 0      | 8      | 2      |
| 2024/25 | FC Twente | Eredivisie | 0          | 0          | 0     | 0     | 2                | 1                | 1      | 0      | 3      | 1      |
| Totaal  | Totaal    | Totaal     | 7          | 2          | 0     | 0     | 2                | 1                | 1      | 0      | 10     | 3      |

Bijgewerkt t/m 2 april 2025.

## Interlandcarrière
Verdaasdonk was van 2022 tot 2024 jeugdinternational van Oranje onder 17. Hiervoor maakte ze haar debuut op 19 oktober 2022 in de wedstrijd voor kwalificatie voor het EK Vrouwen onder 17 in 2023 tegen de leeftijdgenoten van Schotland.
Verdaasdonk maakte op 24 februari 2024 haar debuut voor Nederland onder 19 in een wedstrijd tegen Duitsland onder 19. Mede door een doelpunt van Verdaasdonk tegen Finland onder 19 wist Nederland onder 19 zich te plaatsen voor het EK 2024.